# Pie-grièche à bandeau
Lanius vittatus
Espèce
Statut de conservation UICN

 LC  : Préoccupation mineure
La Pie-grièche à bandeau (Lanius vittatus) est une espèce de passereau  appartenant à la famille des Laniidae.

## Description
Elle mesure 17 cm de long, a le dos roux, le croupion pâle et la queue noire bordée de blanc. Le ventre est blanc, les flancs sont roux. La calotte et la nuque sont grises avec un grand bandeau noir au niveau des yeux. Les ailes ont une petite tache blanche. Le bec et les pattes sont gris foncé.

## Répartition
Elle est largement répandue en Afghanistan, Pakistan et Inde et a récemment été trouvée au Sri Lanka.

## Habitat
Elle vit dans les buissons dans les zones de broussailles et de culture.

## Sous-espèces
D'après Alan P. Peterson, il en existe 2 sous-espèces :
- Lanius vittatus nargianus Vaurie, 1955 — du sud-est du Turkmenistan et de l'Iran à l'Afghanistan et l'ouest du Pakistan
- Lanius vittatus vittatus Valenciennes, 1826 — Asuie du Sud